# Ignatz Verhelst

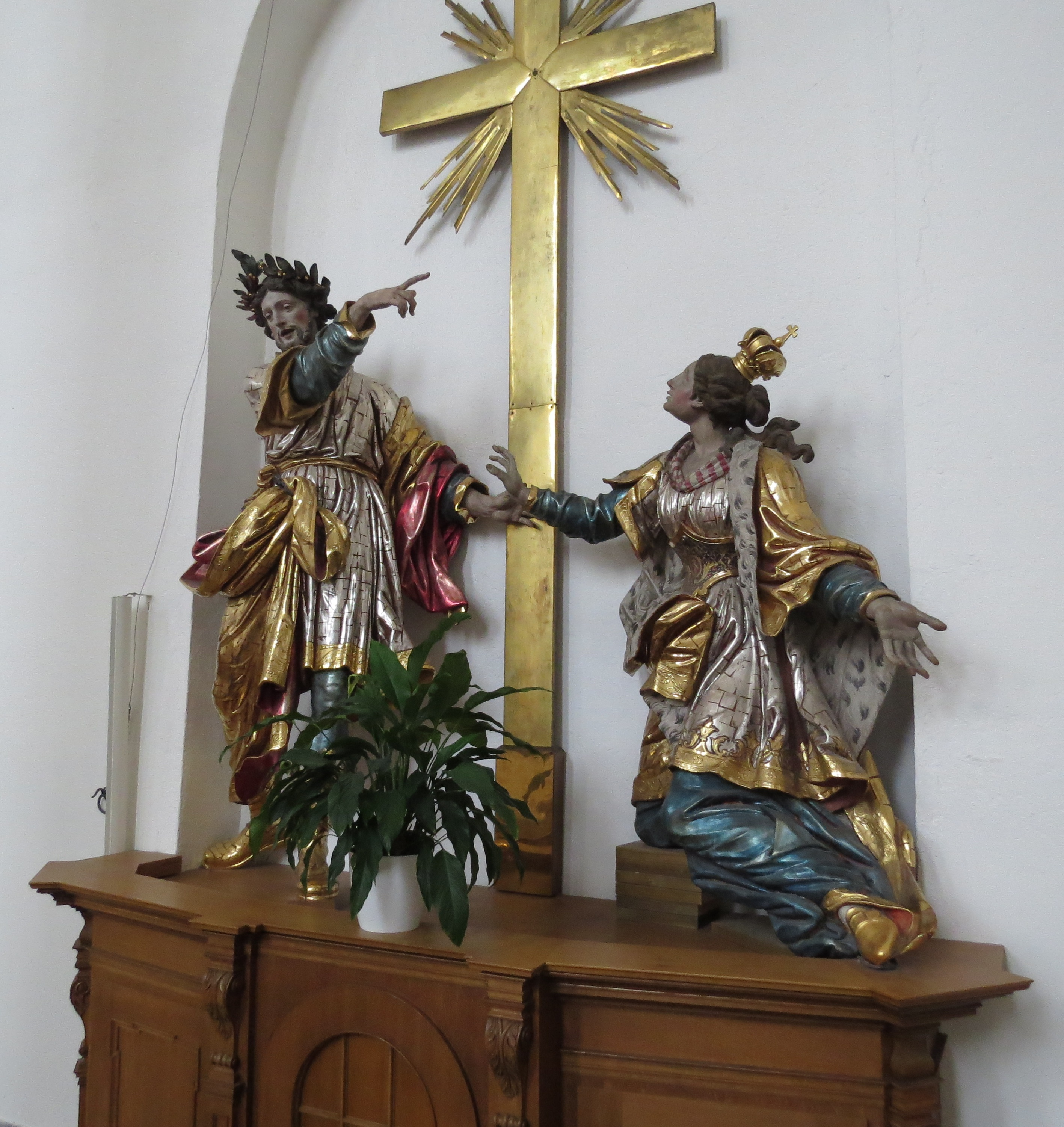
Figuren einer Kreuzauffindungsgruppe in der Katholischen Heilig-Kreuz-Kirche Augsburg.

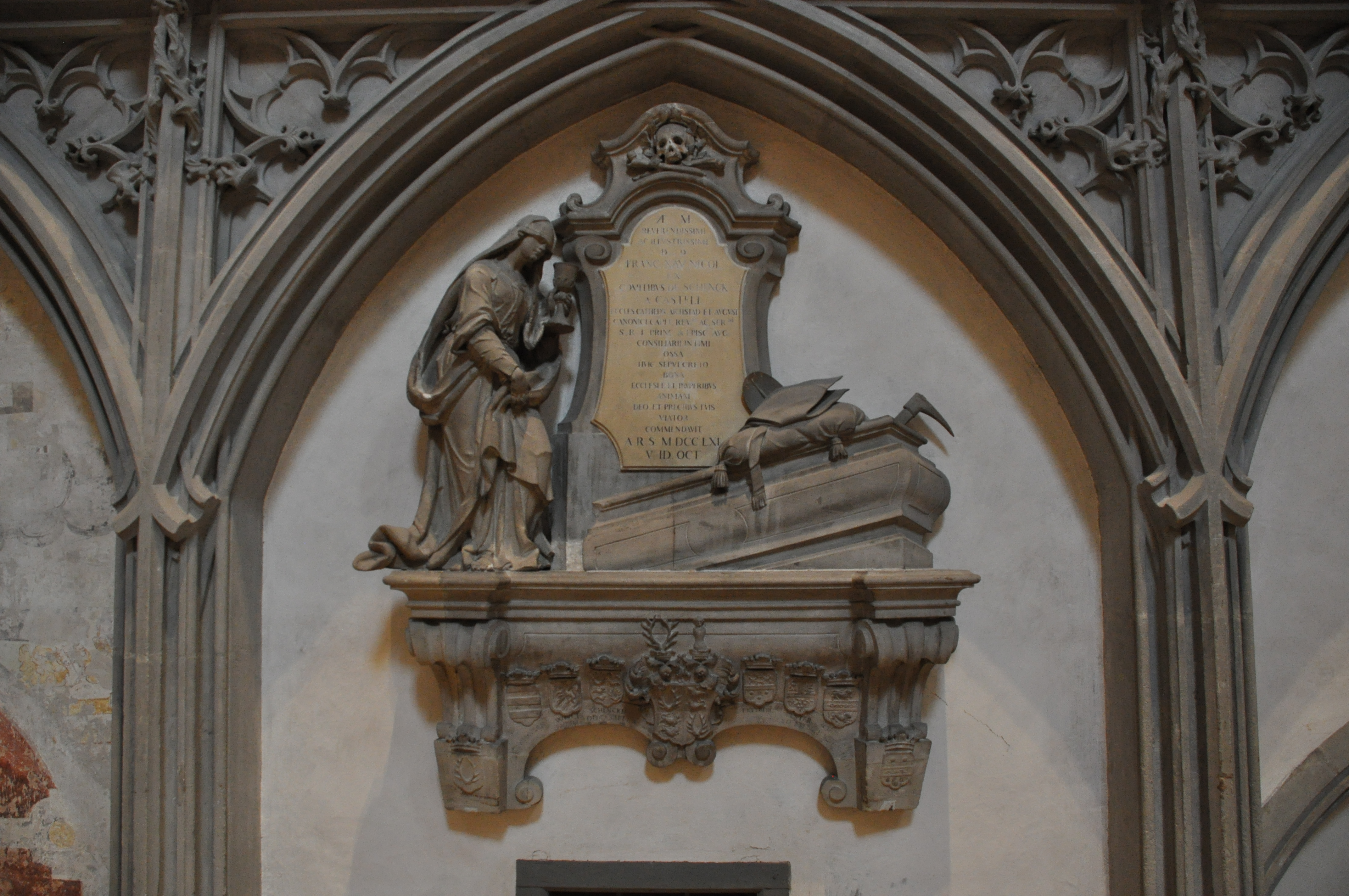
Epitaph für Franz Xaver Nikolaus Schenk von Castell im Augsburger Dom

Ignatz Wilhelm Verhelst, auch Verelst, (* 23. Juli 1729 in München; † 2. November 1792 in Augsburg) war ein deutscher Bildhauer und Vertreter des Barock und Rokoko.

## Leben
Verhelst war der älteste Sohn von Egid Verhelst, eines Bildhauers aus Antwerpen, der sich in Augsburg niederließ. Ignatz und sein Bruder Placidus (* 1727 zu Ettal) traten als Bildhauer in die Fußstapfen des Vaters, während Egid (* 1733 in Ettal) und sein Bruder Aloys (* 1747 in Augsburg) Kupferstecher wurden.
Verhelst erlernte das Handwerk zusammen mit seinem Bruder Placidus bei ihrem Vater in Augsburg. 1758 übernahmen sie die väterliche Werkstatt, nach der Übersiedlung des Bruders Placidus nach Russland führte er diese ab 1774 alleine fort.

## Werk
- Figurenschmuck der Abteikirche St. Stephan in Augsburg – durch Kriegseinwirkung zerstört (nach 1755)
- Maria Lactans – 2011 im Kunsthandel versteigert (um 1760)
- Evangelienpult – im Besitz des Bayerischen Nationalmuseums (1760/1770, Zuschreibung)
- Gnadenaltar in der Burgstallkapelle in Kissing (um 1762)
- Kanzel und Altartisch in der evangelischen Heilig-Kreuz-Kirche in Augsburg (1762)
- Ausstattung der ehemaligen Seminarkapelle „Sankt Karl Borromäus“ in Meersburg (1763–64)
- Epitaph für Franz Xaver Nikolaus Schenk von Castell im Augsburger Dom (nach 1770)
- Heilige Familie in kaschierten Gewändern in der Pfarrkirche von Kleinkötz (1773, Zuschreibung)
- Kreuzigungsgruppe in der St.-Magdalena-Kapelle in Kempten (Allgäu) (1774, Zuschreibung)
- Umarbeitung des Kreuzaltars in der St.-Georgs-Kirche in Augsburg (1779)
- Bildhauerarbeiten und künstlerische Gesamtleitung in der Pfarrkirche in Pfaffenhausen (1781)
- Figuren der Kreuzauffindungsgruppe in der katholischen  Heilig-Kreuz-Kirche in Augsburg (1782)